# Chiesa di Sant'Andrea (Davagna)
La chiesa di Sant'Andrea è un luogo di culto cattolico situato nella frazione di Calvari, in via Calvari, nel comune di Davagna nella città metropolitana di Genova. La chiesa è sede della parrocchia omonima del vicariato Medio - Alto Bisagno dell'arcidiocesi di Genova.

## Storia e descrizione
La chiesa, situata nell'antico borgo di Calvari, è risalente al XIV secolo ed è considerata uno dei monumenti più interessanti del comune. Le prime notizie sulla chiesa sono databili dal 21 maggio del 1202.
All'interno sono presenti tre altari; il maggiore, databile al XVII secolo, è dotato di un artistico tempietto a doppio tabernacolo. Ai due lati furono adattate le porte laterali - con statue ornamentali in marmo - provenienti dall'eremo di Camaldoli di Poppi, nell'aretino, soppresso dal nuovo codice di Napoleone Bonaparte del 1798. Il notevole altare di sinistra è opera del maestro Giuseppe I Gaggini, mentre l'altare destro - dedicato alla Madonna del Rosario - è abbellito dai quindici quadretti raffiguranti i Misteri.
Sulla facciata dell'oratorio è presente un antico mosaico ed il sagrato circostante è stato eseguito usando ciottoli del torrente Bisagno nella tecnica denominata risseu. Negli ultimi anni la parrocchiale è stata restaurata ed è stato recuperato l'antico sagrato.